# Verchni Lars
Verchni Lars (Russisch: Верхний Ларс, Verchni Lars; Ossetisch: Уæллаг Ларс, Oeællag Lars) is een Russische grenspost (KPP) en nederzetting in het Russisch-Georgische grensgebied aan de Georgische Militaire Weg (tegenwoordig Russische A-161 en Georgische S3), gelegen in de autonome republiek Noord-Ossetië iets ten westen van Ingoesjetië. Er woont niemand. De plaats ligt aan het noordelijk uiteinde van de Darjalkloof, de nauwe en historische passage naar Georgië stroomopwaarts langs de Terek.

## Grenspost
De grenspost naar Georgië, de enige directe grensovergang tussen de twee landen, werd in 2006 door Rusland gesloten voor onderhoud en bleef dat tot 2010. Dit paste in de verslechterende relaties tussen de twee landen vanaf medio 2006. Hierdoor was er geen wegverkeer tussen Georgië en Rusland mogelijk. Dit had ook gevolgen voor Armenië, dat afhankelijk is van handel met Rusland. Op aandringen van Armenië ging de grensovergang in maart 2010 weer open. Het aanbod van het vrachtverkeer is zo groot dat dit leidt tot lange files voor de grens in combinatie met natuurrampen in de Darjalkloof of zware sneeuwval rond de Dzjvaripas in Georgië.

## Illustratie

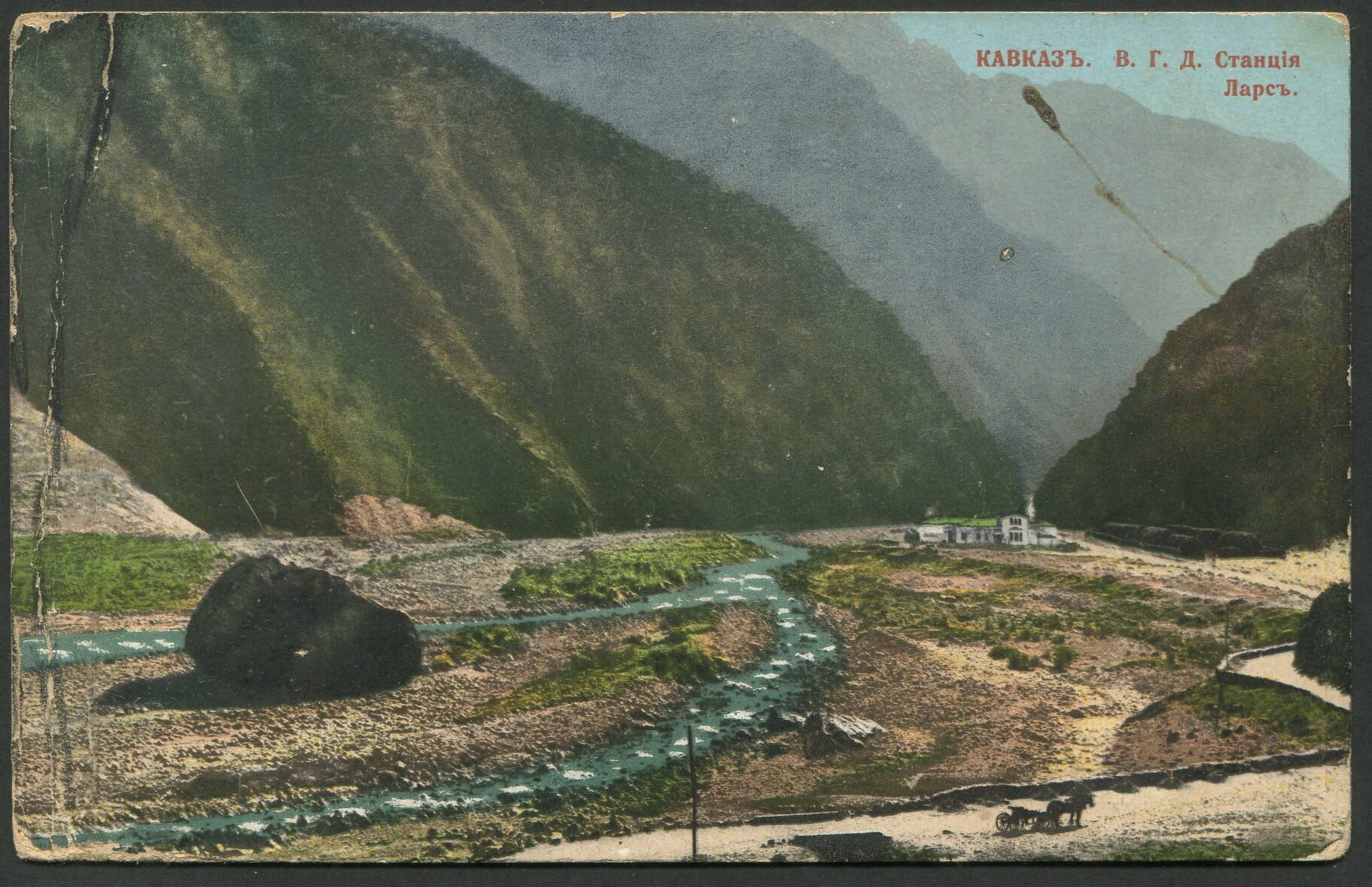
Verchni Lars medio 1900, de poort van de Darjalkloof